# Суббота плюс
«Суббо́та плю́с» — еженедельная газета на русском и украинском языках, издающаяся в Запорожье (Украина). Выпускается с апреля 2000 года. Выходит по четвергам, распространяется по всей Украине.
Газета «Суббота плюс» издаётся ООО «Медиакомпания Слово» и является семейным бизнесом семьи Василенко. Главный редактор — Богдан Василенко. Шеф-редактор — Ирина Василенко.

## История
Первый номер газеты «Суббота плюс» вышел в апреле 2000 года. 21 апреля 2004 года газета получила статус всеукраинского издания. Первоначально главным редактором газеты была Ирина Василенко. Однако в 2003 году главным редактором газеты стал её сын Богдан Василенко.
С марта 2005 года ООО «Медиакомпания Слово» приступила к выпуску газеты «Гвозди», с материалами развлекательного и «жёлтого» характера. С 2007 года «Гвозди» выходят как вкладка в газету «Суббота плюс».
С февраля 2007 по февраль 2008 года выходило украиноязычное издание «Просто», также являющееся «детищем» семьи Василенко. Тираж газеты «Просто» достигал 5 000 экземпляров.
14 сентября 2006 года газета провела ребрендинг. Изменился не только дизайн, произошли структурные изменения в плане наполнения издания. Одновременно в городе Запорожье была проведена массированная рекламная кампания.
16 декабря 2016 года из-за финансовых проблем газета прекратила своё существование по решению учредителей. 
В октябре 2017 года газета обновила свой выпуск.

## Аудитория
Согласно маркетинговому исследованию компании TNS в 2011 году, «Суббота плюс» стала самой популярной еженедельной газетой Запорожья. В среднем один номер «Субботы плюс» читало 107,6 тыс. запорожцев возрастом от 12 до 65 лет. Около 80% читателей при этом покупали газету в розничной продаже.

## Авторский коллектив
Главный редактор: Богдан Василенко. Шеф-редактор — Ирина Василенко.
Заместитель редактора / редактор отдела информации — Юрий Василенко.
Журналисты: Ольга Лозун, Валерий Бутенко, Виктория Бутко, Елена Гранишевская, Юрий Гудыменко, Наталья Захарова, Елена Литвинова, Тимофей Макаров, Яна Миланова, Ольга Приходько, Сергей Сидоров, Наталья Смаглюк, Татьяна Гарькавая. Из всех штатных журналистов, самый младший корреспондент Татьяна Гарькавая, была иногородним сотрудником (из г. Токмака). В 2010-м году её статьи на темы защиты культурного и природного наследия были отмечены одной из престижных профессиональных наград - Премией Запорожской облгосадминистрации в номинации "Лучшее освещение социально-экономической тематики" (премия имени Клюненка) .

## Основные тематические блоки
- «Крупным планом» — подборка фотоновостей.
- «События недели» — сводка новостей Запорожья и области.
- «Чувства недели» — авторская колонка Богдана Василенко.
- «Тема номера» — центральная статья номера, с комментариями экспертов (как правило, резонансо-социальной направленности).
- «Среда обитания» — подборка статей социального и информационно-развлекательного характера.
- «Цена вопроса» — подборка статей экономической направленности.
- «Вне закона» — сводка криминальных новостей.
- «Спорт» — обзор спортивных событий.
- «У всех на устах» — подборка оригинальных новостей области, страны и мира (находится на полосах газеты «Гвозди»).
- «Тусовка» — отчёт о клубной жизни города (находится на полосах газеты «Гвозди»).
- «Гвоздь номера» — центральный материал газеты «Гвозди».

## «Антисталинская» позиция редакции
Редакция газеты «Субботы плюс» известна в городе Запорожье организацией различных общественно-политических акций и активной гражданской позицией. Самой обсуждаемой акцией журналистов стало размещение двух билбордов с выражением протеста против установки в городе Запорожье бюста Иосифа Сталина возле здания офиса областного комитета Коммунистической партии Украины.
6 декабря 2011 года редакция «Субботы плюс» арендовала рекламную плоскость в центре Запорожья и разместила там билборд с карикатурным изображением Адольфа Гитлера, который вызвал широкий резонанс в обществе. Официальная позиция редакции была следующей:
Идея проста и понятна: Коммунистическая партия установила (с молчаливого согласия властей) памятник кровавому тирану Сталину. Изображённый на плакате в карикатурном виде другой кровавый тиран, Адольф Гитлер, с фразой «Чем я хуже Сталина?», как бы ставит знак равенства между двумя усатыми «вождями». Внизу плаката размещена однозначная позиция газеты «Суббота плюс» относительно памятника Сталину в Запорожье: фраза «Избавим город от позора!». Для представителей властей и коммунальных служб поясним, что размещения карикатуры на Адольфа Гитлера не противоречит закону, равно как и фотография того же Гитлера, скажем, в школьных учебниках истории.
«Антисталинская» акция имела большой общественный резонанс. Городской голова Запорожья Александр Син обвинил главного редактора газеты Богдана Василенко в «кощунстве» и использовании «предвыборных технологий». Народный депутат Украины, глава Запорожского обкома Коммунистической партии Украины Алексей Бабурин, который и являлся инициатором установки памятника Сталину, заявил, что «редакция газеты („Суббота плюс“) превратилась в оплот экстремистов и неофашистов».
Уже через три с половиной часа плакат исчез. Редакция газеты заявила, что к пропаже биллборда имеют отношение коммунальные службы и власти города. А на следующий день, 7 декабря, владелец рекламной плоскости разорвал контракт с газетой без объяснения причин.
12 января 2012 года в центре Запорожья на одном из домов появился очередной антисталинский билборд. На плакате размером 3х6 метров размещена фотография Иосифа Сталина, а также подпись «Я убил миллионы украинцев! А за что тебе поставят памятник? Избавим город от позора». Инициатором установки билборда выступил редактор газеты «Суббота плюс» Богдан Василенко. На новом билборде, в отличие от предыдущего, логотип газеты отсутствовал.
23 января 2012 года городские коммунальные службы сняли билборд, аргументировав это отсутствием необходимой документации у владельцев рекламной плоскости.

## Интересные факты
- Каждый год газета проводит конкурс красоты «Мисс Суббота плюс». Фотографии претенденток печатают в газете в течение года, а финалисток избирают путём СМС-голосования. Финал конкурса проходит обычно в ночном клубе и сопровождается выступлениями артистов, музыкантов и показом мод.
- В марте 2012 года за день до приезда в Запорожье президента Украины Виктора Януковича один из аккредитованных на встречу с ним журналистов газеты «Суббота плюс» был вызван повесткой в райотдел милиции. Причем время явки, указанное в повестке, полностью исключало попадание журналиста на встречу с Президентом[7]. Главный редактор «Субботы плюс» Богдан Василенко заявил, что за день до приезда Виктора Януковича ему позвонил руководитель управления прессы и информации Запорожской облгосадминистрации Александр Коваленко и предупредил, что сотрудники Службы безопасности Украины просят заменить одного из журналистов из-за наличия у него судимости. Богдан Василенко отказался заменить корреспондента, после чего последний получил повестку в райотдел и пропустил встречу с президентом. В ответ пресс-секретарь Виктора Януковича Дарья Чепак заявила, что никаких требований к редакции газеты «Суббота плюс» Служба безопасности Президента не выдвигала[8].
- Литературный редактор газеты «Суббота плюс» Тарас Василенко принял участие во втором сезоне телешоу «Голос країни». Его песня «Ламай мене через коліно» была высоко оценена Дианой Арбениной, а лидер группы «Воплі Відоплясова» Олег Скрипка назвал Тараса Василенко «современным Высоцким».[9]
- Журналисты газеты «Суббота плюс» ежегодно к Дню дурака (1 апреля) проводят серию розыгрышей известных запорожцев и рядовых горожан. В частности, в 2009 году «жертвой» розыгрыша стал владелец ТМ «Хортиця» Евгений Черняк[10].
- Первый номер газеты «Суббота плюс» в январе 2012 года вышел без единой негативной новости. Даже криминальные заметки были поданы в позитивном ключе. Редакция «Субботы плюс» объяснила такое решение жалобами читателей на излишек негатива в газете.